# رموز البلدان ل
هذه المقالة تحتوي على رموز البلدان التي تبدأ بالحرف ل.

## لاوس
| أيزو 3166-1 رقمي 418                                         | أيزو 3166-1 حرفي-3 LAO                            | أيزو 3166-1 حرفي-2 LA                              | رمز مطار منظمة الطيران المدني الدولي بادئة(es) VL            |
| قائمة مفاتيح الهاتف لدول العالم +856                         | قائمة رموز بلدان اللجنة الأولمبية الدولية LAO     | النطاق الأعلى في ترميز الدولة .la                  | منظمة الطيران المدني الدولي تسجيل الطائرات. بادئة (es) RDPL- |
| الهوية الدولية لمشترك الجوال رمز البلد في الهاتف المحمول 457 | قائمة رموز أعضاء حلف الناتو رمز من ثلاثة حروف LAO | قائمة رموز أعضاء حلف الناتو رمز من حرفين (قديم) LA | مكتبة الكونغرس مارك (نظام فهرسة) LS                          |
| أرقام الهوية البحرية 531                                     | قائمة رموز الاتحاد الدولي للاتصالات LAO           | رموز معايير معالجة المعلومات الفيدرالية LA         | رمز تسجيل المركبات الدولي LAO                                |
| GTIN بادئة (es) —                                            | رمز برنامج الأمم المتحدة الإنمائي LAO             | المنظمة العالمية للأرصاد الجوية رمز البلد LA       | بادئة نداء الاتحاد الدولي للاتصالات XWA-XWZ                  |

## لاتفيا
| أيزو 3166-1 رقمي 428                                         | أيزو 3166-1 حرفي-3 LVA                            | أيزو 3166-1 حرفي-2 LV                              | رمز مطار منظمة الطيران المدني الدولي بادئة(es) EV          |
| قائمة مفاتيح الهاتف لدول العالم +371                         | قائمة رموز بلدان اللجنة الأولمبية الدولية LAT     | النطاق الأعلى في ترميز الدولة .lv                  | منظمة الطيران المدني الدولي تسجيل الطائرات. بادئة (es) YL- |
| الهوية الدولية لمشترك الجوال رمز البلد في الهاتف المحمول 247 | قائمة رموز أعضاء حلف الناتو رمز من ثلاثة حروف LVA | قائمة رموز أعضاء حلف الناتو رمز من حرفين (قديم) LG | مكتبة الكونغرس مارك (نظام فهرسة) LV                        |
| أرقام الهوية البحرية 275                                     | قائمة رموز الاتحاد الدولي للاتصالات LVA           | رموز معايير معالجة المعلومات الفيدرالية LG         | رمز تسجيل المركبات الدولي LV                               |
| GTIN بادئة (es) 475                                          | رمز برنامج الأمم المتحدة الإنمائي LAT             | المنظمة العالمية للأرصاد الجوية رمز البلد LV       | بادئة نداء الاتحاد الدولي للاتصالات YLA-YLZ                |

## لبنان
| أيزو 3166-1 رقمي 422                                         | أيزو 3166-1 حرفي-3 LBN                            | أيزو 3166-1 حرفي-2 LB                              | رمز مطار منظمة الطيران المدني الدولي بادئة(es) OL          |
| قائمة مفاتيح الهاتف لدول العالم +961                         | قائمة رموز بلدان اللجنة الأولمبية الدولية LIB     | النطاق الأعلى في ترميز الدولة .lb                  | منظمة الطيران المدني الدولي تسجيل الطائرات. بادئة (es) OD- |
| الهوية الدولية لمشترك الجوال رمز البلد في الهاتف المحمول 415 | قائمة رموز أعضاء حلف الناتو رمز من ثلاثة حروف LBN | قائمة رموز أعضاء حلف الناتو رمز من حرفين (قديم) LE | مكتبة الكونغرس مارك (نظام فهرسة) LE                        |
| أرقام الهوية البحرية 450                                     | قائمة رموز الاتحاد الدولي للاتصالات LBN           | رموز معايير معالجة المعلومات الفيدرالية LE         | رمز تسجيل المركبات الدولي RL                               |
| GTIN بادئة (es) 528                                          | رمز برنامج الأمم المتحدة الإنمائي LEB             | المنظمة العالمية للأرصاد الجوية رمز البلد LB       | بادئة نداء الاتحاد الدولي للاتصالات ODA-ODZ                |

## ليسوتو
| أيزو 3166-1 رقمي 426                                         | أيزو 3166-1 حرفي-3 LSO                            | أيزو 3166-1 حرفي-2 LS                              | رمز مطار منظمة الطيران المدني الدولي بادئة(es) FX          |
| قائمة مفاتيح الهاتف لدول العالم +266                         | قائمة رموز بلدان اللجنة الأولمبية الدولية LES     | النطاق الأعلى في ترميز الدولة .ls                  | منظمة الطيران المدني الدولي تسجيل الطائرات. بادئة (es) 7P- |
| الهوية الدولية لمشترك الجوال رمز البلد في الهاتف المحمول 651 | قائمة رموز أعضاء حلف الناتو رمز من ثلاثة حروف LSO | قائمة رموز أعضاء حلف الناتو رمز من حرفين (قديم) LT | مكتبة الكونغرس مارك (نظام فهرسة) LO                        |
| أرقام الهوية البحرية 644                                     | قائمة رموز الاتحاد الدولي للاتصالات LSO           | رموز معايير معالجة المعلومات الفيدرالية LT         | رمز تسجيل المركبات الدولي LS                               |
| GTIN بادئة (es) —                                            | رمز برنامج الأمم المتحدة الإنمائي LES             | المنظمة العالمية للأرصاد الجوية رمز البلد LS       | بادئة نداء الاتحاد الدولي للاتصالات 7PA-7PZ                |

## ليبيريا
| أيزو 3166-1 رقمي 430                                         | أيزو 3166-1 حرفي-3 LBR                            | أيزو 3166-1 حرفي-2 LR                              | رمز مطار منظمة الطيران المدني الدولي بادئة(es) GL                              |
| قائمة مفاتيح الهاتف لدول العالم +231                         | قائمة رموز بلدان اللجنة الأولمبية الدولية LBR     | النطاق الأعلى في ترميز الدولة .lr                  | منظمة الطيران المدني الدولي تسجيل الطائرات. بادئة (es) EL-                     |
| الهوية الدولية لمشترك الجوال رمز البلد في الهاتف المحمول 618 | قائمة رموز أعضاء حلف الناتو رمز من ثلاثة حروف LBR | قائمة رموز أعضاء حلف الناتو رمز من حرفين (قديم) LI | مكتبة الكونغرس مارك (نظام فهرسة) LB                                            |
| أرقام الهوية البحرية 636, 637                                | قائمة رموز الاتحاد الدولي للاتصالات LBR           | رموز معايير معالجة المعلومات الفيدرالية LI         | رمز تسجيل المركبات الدولي LB                                                   |
| GTIN بادئة (es) —                                            | رمز برنامج الأمم المتحدة الإنمائي LIR             | المنظمة العالمية للأرصاد الجوية رمز البلد LI       | بادئة نداء الاتحاد الدولي للاتصالات 5LA-5MZ, 6ZA-6ZZ, A8A-A8Z D5A-D5Z, ELA-ELZ |

## ليبيا
| أيزو 3166-1 رقمي 434                                         | أيزو 3166-1 حرفي-3 LBY                            | أيزو 3166-1 حرفي-2 LY                              | رمز مطار منظمة الطيران المدني الدولي بادئة(es) HL          |
| قائمة مفاتيح الهاتف لدول العالم +218                         | قائمة رموز بلدان اللجنة الأولمبية الدولية LBA     | النطاق الأعلى في ترميز الدولة .ly                  | منظمة الطيران المدني الدولي تسجيل الطائرات. بادئة (es) 5A- |
| الهوية الدولية لمشترك الجوال رمز البلد في الهاتف المحمول 606 | قائمة رموز أعضاء حلف الناتو رمز من ثلاثة حروف LBY | قائمة رموز أعضاء حلف الناتو رمز من حرفين (قديم) LY | مكتبة الكونغرس مارك (نظام فهرسة) LY                        |
| أرقام الهوية البحرية 642                                     | قائمة رموز الاتحاد الدولي للاتصالات LBY           | رموز معايير معالجة المعلومات الفيدرالية LY         | رمز تسجيل المركبات الدولي LAR                              |
| GTIN بادئة (es) 624                                          | رمز برنامج الأمم المتحدة الإنمائي LIB             | المنظمة العالمية للأرصاد الجوية رمز البلد LY       | بادئة نداء الاتحاد الدولي للاتصالات 5AA-5AZ                |

## ليختنشتاين
| أيزو 3166-1 رقمي 438                                         | أيزو 3166-1 حرفي-3 LIE                            | أيزو 3166-1 حرفي-2 LI                              | رمز مطار منظمة الطيران المدني الدولي بادئة(es) —           |
| قائمة مفاتيح الهاتف لدول العالم +423                         | قائمة رموز بلدان اللجنة الأولمبية الدولية LIE     | النطاق الأعلى في ترميز الدولة .li                  | منظمة الطيران المدني الدولي تسجيل الطائرات. بادئة (es) HB- |
| الهوية الدولية لمشترك الجوال رمز البلد في الهاتف المحمول 295 | قائمة رموز أعضاء حلف الناتو رمز من ثلاثة حروف LIE | قائمة رموز أعضاء حلف الناتو رمز من حرفين (قديم) LS | مكتبة الكونغرس مارك (نظام فهرسة) LH                        |
| أرقام الهوية البحرية 252                                     | قائمة رموز الاتحاد الدولي للاتصالات LIE           | رموز معايير معالجة المعلومات الفيدرالية LS         | رمز تسجيل المركبات الدولي FL                               |
| GTIN بادئة (es) —                                            | رمز برنامج الأمم المتحدة الإنمائي LIE             | المنظمة العالمية للأرصاد الجوية رمز البلد —        | بادئة نداء الاتحاد الدولي للاتصالات HB / HB0 / HB3Y        |

## ليتوانيا
| أيزو 3166-1 رقمي 440                                         | أيزو 3166-1 حرفي-3 LTU                            | أيزو 3166-1 حرفي-2 LT                              | رمز مطار منظمة الطيران المدني الدولي بادئة(es) EY          |
| قائمة مفاتيح الهاتف لدول العالم +370                         | قائمة رموز بلدان اللجنة الأولمبية الدولية LTU     | النطاق الأعلى في ترميز الدولة .lt                  | منظمة الطيران المدني الدولي تسجيل الطائرات. بادئة (es) LY- |
| الهوية الدولية لمشترك الجوال رمز البلد في الهاتف المحمول 246 | قائمة رموز أعضاء حلف الناتو رمز من ثلاثة حروف LTU | قائمة رموز أعضاء حلف الناتو رمز من حرفين (قديم) LH | مكتبة الكونغرس مارك (نظام فهرسة) LI                        |
| أرقام الهوية البحرية 277                                     | قائمة رموز الاتحاد الدولي للاتصالات LTU           | رموز معايير معالجة المعلومات الفيدرالية LH         | رمز تسجيل المركبات الدولي LT                               |
| GTIN بادئة (es) 477                                          | رمز برنامج الأمم المتحدة الإنمائي LIT             | المنظمة العالمية للأرصاد الجوية رمز البلد LT       | بادئة نداء الاتحاد الدولي للاتصالات LYA-LYZ                |

## لوكسمبورغ
| أيزو 3166-1 رقمي 442                                         | أيزو 3166-1 حرفي-3 LUX                            | أيزو 3166-1 حرفي-2 LU                              | رمز مطار منظمة الطيران المدني الدولي بادئة(es) EL          |
| قائمة مفاتيح الهاتف لدول العالم +352                         | قائمة رموز بلدان اللجنة الأولمبية الدولية LUX     | النطاق الأعلى في ترميز الدولة .lu                  | منظمة الطيران المدني الدولي تسجيل الطائرات. بادئة (es) LX- |
| الهوية الدولية لمشترك الجوال رمز البلد في الهاتف المحمول 270 | قائمة رموز أعضاء حلف الناتو رمز من ثلاثة حروف LUX | قائمة رموز أعضاء حلف الناتو رمز من حرفين (قديم) LU | مكتبة الكونغرس مارك (نظام فهرسة) LU                        |
| أرقام الهوية البحرية 253                                     | قائمة رموز الاتحاد الدولي للاتصالات LUX           | رموز معايير معالجة المعلومات الفيدرالية LU         | رمز تسجيل المركبات الدولي L                                |
| GTIN بادئة (es) 540-549                                      | رمز برنامج الأمم المتحدة الإنمائي LUX             | المنظمة العالمية للأرصاد الجوية رمز البلد BX       | بادئة نداء الاتحاد الدولي للاتصالات LXA-LXZ                |